# جيون مي دو
جيون مي دو (هانغل: 전미도) هي ممثلة كورية جنوبية. ولدت في 4 أغسطس 1982 في بوسان، كوريا الجنوبية.

## الحياة الشخصية
تزوجت جيون في 13 أبريل 2013 بعد مواعدة صديقها لمدة ستة أشهر.

## فيلموغرافيا

### أفلام
| عام  | عنوان العمل | الاسم الاصلي | الدور        |
| ---- | ----------- | ------------ | ------------ |
| 2019 | التحول      | 변신         | والدة الفتاة |

### مسلسلات تلفزيونية
| عام  | عنوان                | الاسم الاصلي      | الدور           | قناة البث   |
| ---- | -------------------- | ----------------- | --------------- | ----------- |
| 2018 | الام                 | 마더              | والدة وون هي    | تي في إن    |
| 2020 | قائمة تشغيل المستشفى | 슬기로운 의사생활 | تشاي سونغ هوا   | تي في إن    |
| 2022 | تسعة وثلاثون         | 서른, 아홉        | جيونغ تشان يونغ | جي تي بي سي |
| 2024 | اتصال                | 커넥션            | يون جين         | اس بي اس    |

## روابط خارجية
- جيون مي دو على موقع IMDb (الإنجليزية)
- جيون مي دو على موقع قاعدة بيانات الفيلم (الإنجليزية)
- جيون مي دو على موقع ليتربوكسد (الإنجليزية)
- جيون مي دو على موقع كينوبويسك (الروسية)